# Bronzedolch aus Malý Cetín

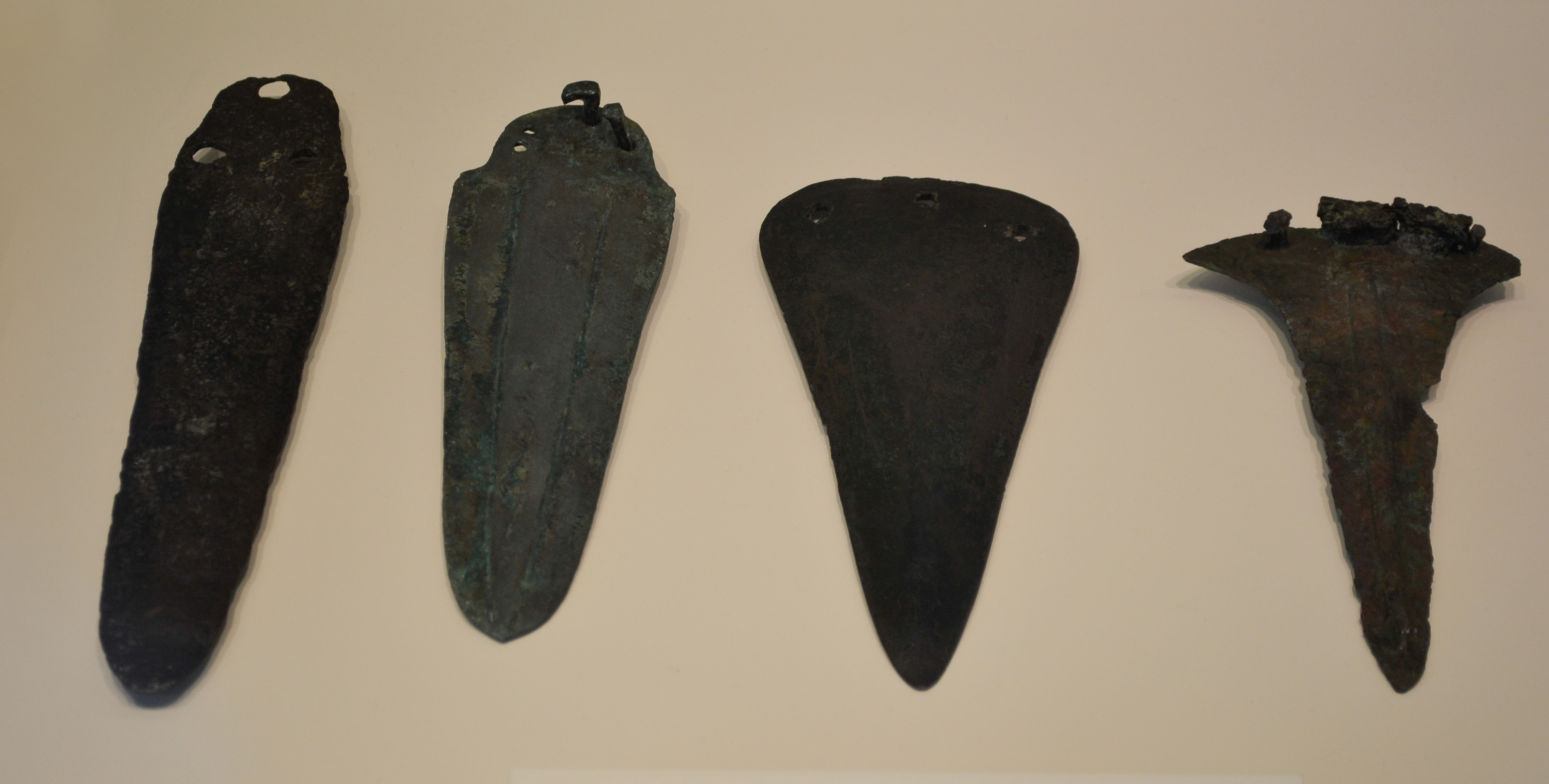
Unterschiedliche Bronzedolchklingen

Der Bronzedolch aus Malý Cetín wurde 1999 in einer Baugrube gefunden. Malý Cetín (ungarisch Kiscétény) ist ein Dorf im Nitriansky kraj (Bezirk Nitra – dt. Neutra) im Westen der Slowakei. Der seltene Bronzedolch vom Typ Gamov (auch als bimetallische kimmerische Dolche bezeichnet) stammt aus dem 9. oder 8. Jahrhundert v. Chr. Entsprechende Funde stammen ansonsten aus der Koban-Kultur, im Nordkaukasus, einige sind aus dem östlichen Mitteleuropa (Slowakei, Tschechien, Ungarn) und aus Russland und der Ukraine bekannt.
Die Eigenheit des Fundes von Malý Cetín liegt darin, dass er vollständig aus Bronze besteht. Dies trifft ansonsten nur auf zwei nordkaukasische Exemplare zu, alle anderen haben eine eiserne Klinge und einen bronzenen Griff. Als weiteres Attribut besitzt der Fund in Griffnähe ein Ricasso, eine fein gezähnte sägenartige Schneide. Dies ist im westlichen Mitteleuropa (Waldland) häufig, wird gegen Osten (Steppe) jedoch seltener.
Dolche des Typs Gamov (mit typisch durchlochter Griffplatte) lassen sich mit dem thrako-kimmerischen Horizont verbinden. Ihr Fundmaterial enthält viele Objekte, die Fingerzeige (Trensen) auf Berittene geben. In ihnen meinen zahlreiche Forscher, die antiken Kimmerier, ein vorskythisches Reitervolk identifizieren zu können, das in den eurasischen bzw. pontischen Steppen beheimatet war.
Die Kombination kaukasischer und mitteleuropäischer Merkmale wirft Fragen zur Herkunft auf. Entweder wurde er im Nordkaukasus gefertigt und erhielt sein Ricasso in Mitteleuropa, oder er stammt aus einer mitteleuropäischen Werkstatt, die Vorbilder aus dem Kaukasus aufnahm. Da die Große Ungarische Tiefebene der westliche Fortsatz des eurasischen Steppengürtels ist, sind Beziehungen mit Völkern aus der östlichen Steppe nicht auszuschließen.